# 4-甲氧基苯乙酸
4-甲氧基苯乙酸（英語：4-methoxyphenylacetic acid）是一种有机化合物，化学式C9H10O3，可见于黑曲霉、Berberis koreana等物种，于人体也有分布。